# Slovenci. Partizani. Izdajalci.
Slovenci. Partizani. Izdajalci. (izvirni nemški naslov Slowenen. Partisanen. Hochverräter.) je avstrijski dokumentarni film režiserja Gerharda Rotha, ki je bil premierno predvajan 3. marca 2006 v Šentjakobu v Rožu na avstrijskem Koroškem. Film je narejen kot kolaž osebnih pričevanj z vmesnimi naratorskimi komentarji, sodobnimi filmski izseki in dokumenti.
Ta film je nadaljevanje dokumentarnega filma Koroški partizani istega avtorja, ki je bil premierno predvajan leta 2002.
Film je vsebinsko razdeljen na dva dela. V prvem delu nastopijo koroški Slovenci, ki so bili leta 1942 prisilno izseljeni iz svojih domov na avstrijskem Koroškem in preseljeni v Nemčijo. Opisujejo dogodke od izselitve in do konca vojne. V drugem delu svojo zgodbo povejo pripadniki NOV in POJ iz avstrijske Koroške.